# Patrice Halgand

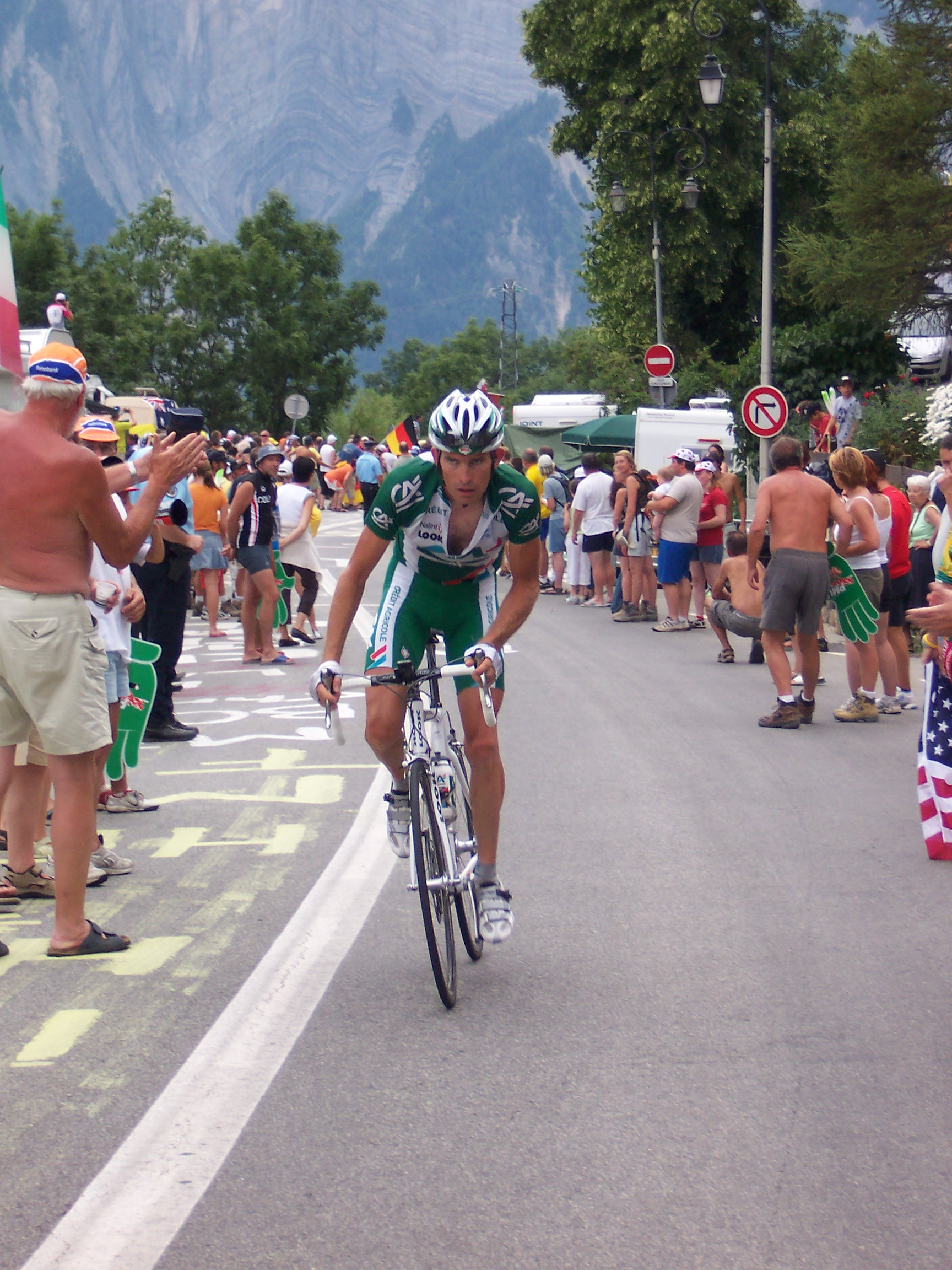
Halgand op de Alpe d'Huez tijdens de Ronde van Frankrijk 2003

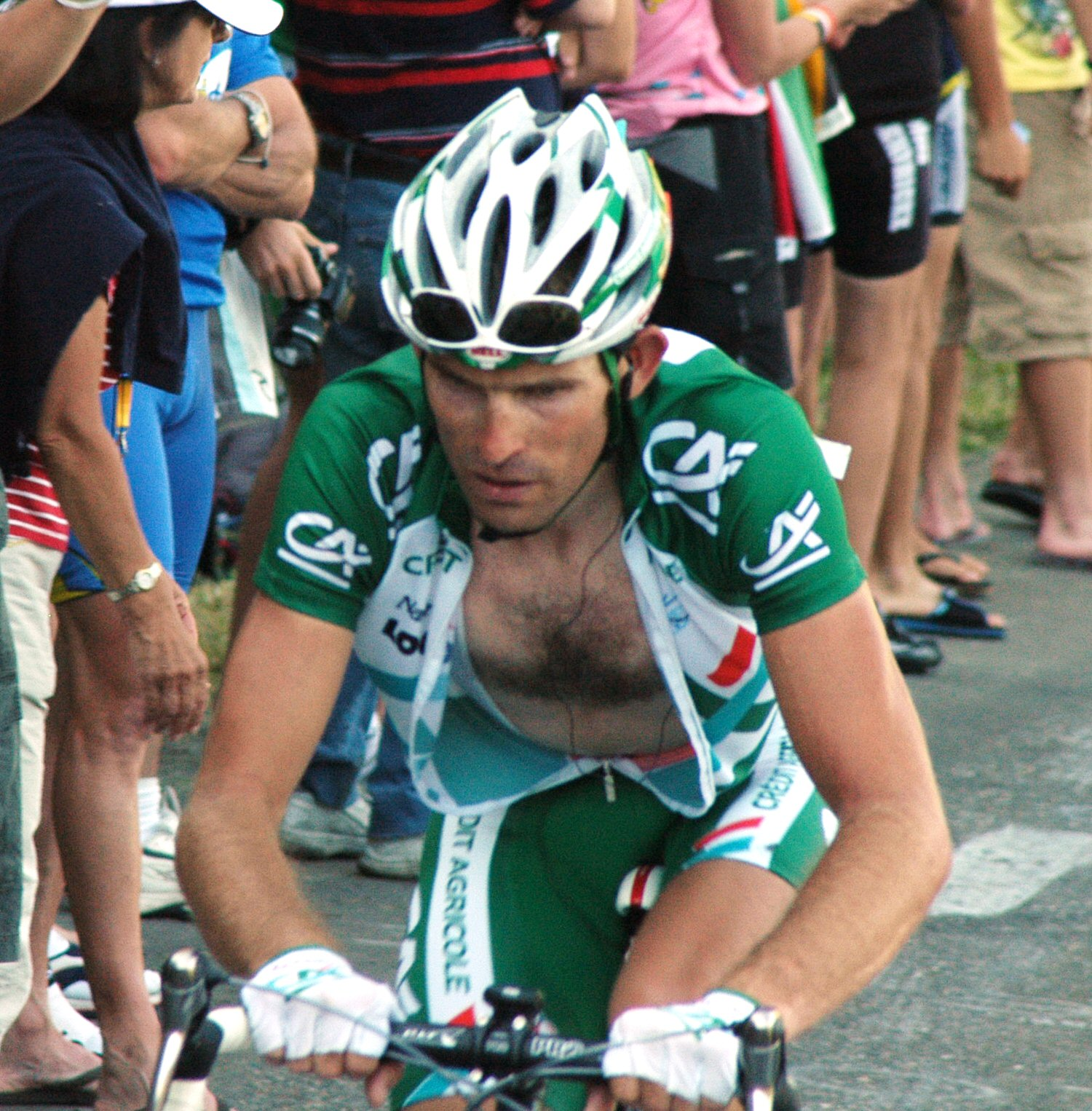
Halgand op de Col de la Colombière in de 7e etappe van de Ronde van Frankrijk 2007

Patrice Halgand (Saint-Nazaire, 2 maart 1974) is een Frans voormalig wielrenner, beroeps van 1995 tot 2008. Hij reed voor Festina, Jean Delatour en Crédit Agricole. Halgand won in 2002 de tiende etappe in de Ronde van Frankrijk.

## Belangrijkste overwinningen
1997
- 1e etappe Ster van Bessèges
- Eindklassement Ster van Bessèges
- Eindklassmeent Ronde van Chili

2000
- 3e etappe Route du Sud
- Eindklassement Coupe de France

2001
- 2e etappe Internationaal Wegcriterium
- 1e etappe Regio Tour International
- 4e etappe Regio Tour International
- Eindklassement Regio Tour International
- Boucles de l'Aulne

2002
- 1e etappe Vierdaagse van Duinkerke
- 4e etappe Dauphiné Libéré
- 10e etappe Ronde van Frankrijk
- 1e etappe Ronde van Limousin
- Eindklassement Ronde van Limousin

2005
- 4e etappe Route du Sud

2006
- 4e etappe Route du Sud
- 4e etappe Ronde van de Ain

2008
- 5e etappe Ronde van het Waalse Gewest

## Resultaten in voornaamste wedstrijden
| Jaar | Ronde van Italië | Ronde van Frankrijk | Ronde van Spanje |
| ---- | ---------------- | ------------------- | ---------------- |
| 1997 | opgave           |                     |                  |
| 2000 |                  |                     | 48e              |
| 2001 |                  | 55e                 |                  |
| 2002 |                  | 52e (1)             |                  |
| 2003 |                  | 40e                 |                  |
| 2004 |                  | 39e                 |                  |
| 2005 | 23e              | 52e                 |                  |
| 2006 | 14e              | 47e                 |                  |
| 2007 | opgave           | 30e                 |                  |
| 2008 |                  |                     | opgave           |

| Jaar | Luik-Bast.‑Luik | Bretagne Classic | Rund um den Henninger-Turm |  | WK op de weg |  | Wereldranglijsten |
| ---- | --------------- | ---------------- | -------------------------- |  | ------------ |  | ----------------- |
| 1997 |                 |                  |                            |  |              |  |                   |
| 2000 |                 | 30e              |                            |  |              |  |                   |
| 2001 |                 | ↑                | 8e                         |  |              |  |                   |
| 2002 | 33e             | 43e              |                            |  |              |  |                   |
| 2003 |                 | 8e               |                            |  | 51e          |  |                   |
| 2004 |                 |                  |                            |  |              |  |                   |
| 2005 | 36e             |                  |                            |  |              |  | 139e (UPT)        |
| 2006 |                 | 62e              |                            |  |              |  | 116e (UPT)        |
| 2007 |                 |                  |                            |  |              |  |                   |
| 2008 |                 |                  |                            |  |              |  |                   |